# Kuhturm (Günzburg)

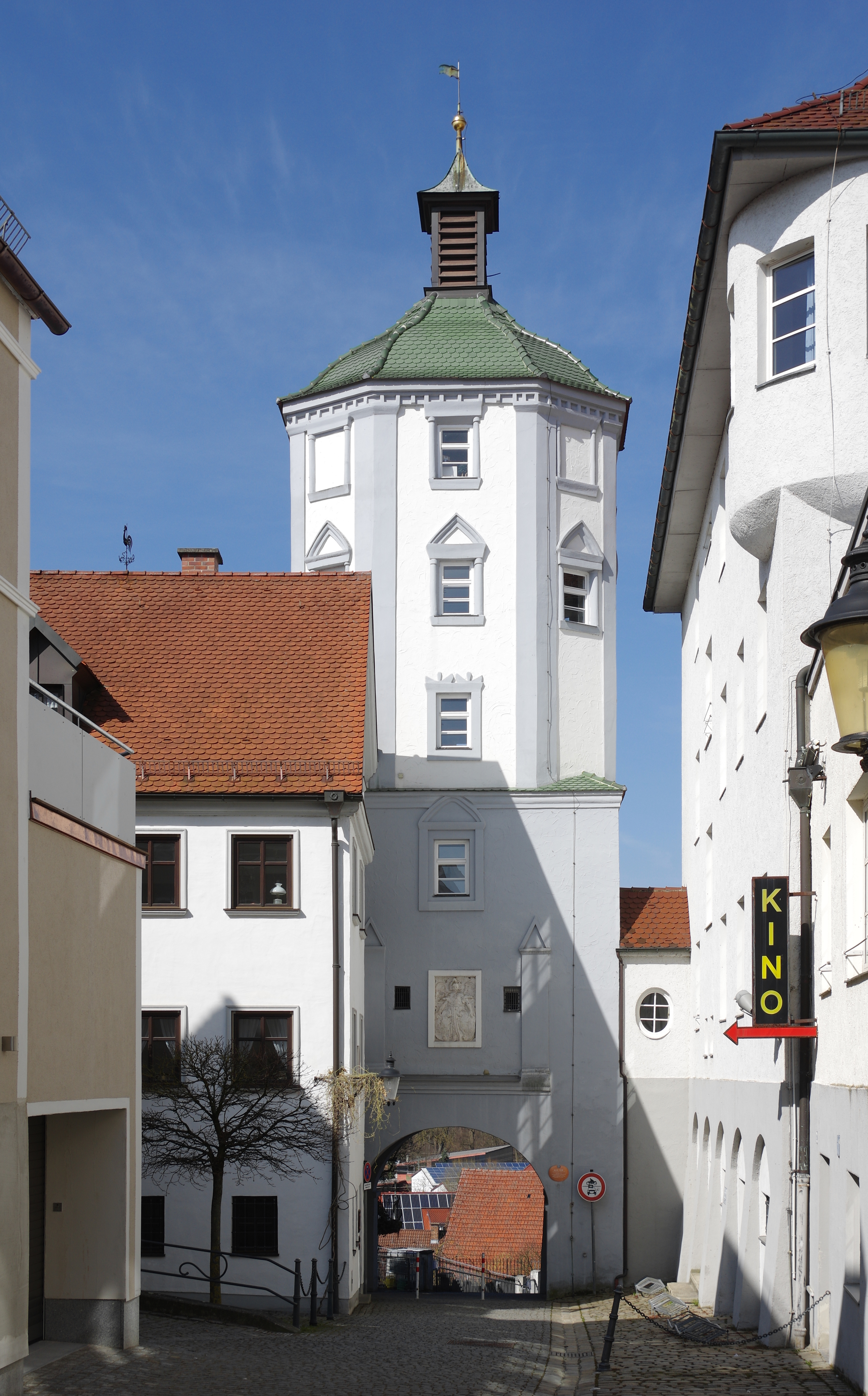
Kuhturm in Günzburg

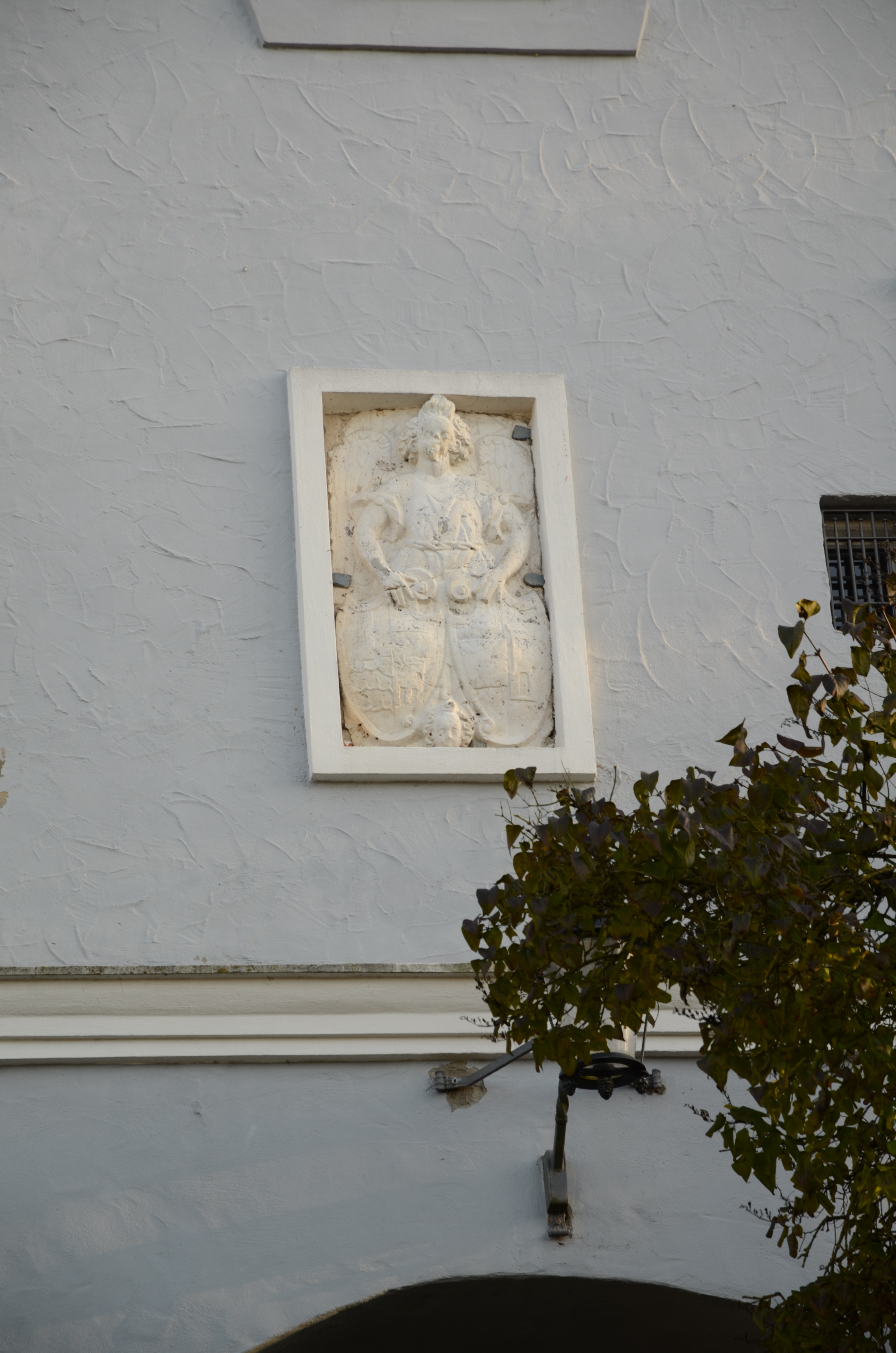
Relief eines Wappenengels bez. 1617

Der Kuhturm in Günzburg, einer Stadt im schwäbischen Landkreis Günzburg, wurde  im 17. Jahrhundert errichtet. Der Torturm ist ein geschütztes Baudenkmal.

## Geschichte
Der untere Teil des Turms stammt wohl aus dem Mittelalter. Der runde Torbogen und die Gewölbeform entstanden um 1600. Das Oktogon ist bereits auf einer Stadtansicht von 1613 zu sehen. Das Wappenrelief über dem Torbogen der Innenseite trägt die Jahreszahl 1617. Nach dem Stadtbrand von 1735 wurde der Turm in der alten Form wiederaufgebaut. Der im 18. Jahrhundert von einem Stadtdiener bewohnte Turm besitzt noch mehrere Arrestzellen.

## Beschreibung
Der Torturm ist Teil der Stadtbefestigung in der Mitte der Nordfront. Der rechteckige Unterbau besitzt zwei Geschosse und der oktogonale Aufbau mit Haubendach und Laterne weitere drei Geschosse. Die runden Torbogen setzen über einer Kämpferplatte an. Im Durchgang ist ein flaches Kreuzgewölbe. Das Aussehen an der Stadtseite und an der Feldseite ist nahezu identisch. An der Stadtseite ist ein Relief eines Engels mit zwei Wappen angebracht. In seiner Rechten ist das Wappen des Markgrafen Karl und in seiner Linken das alte Stadtwappen von Günzburg zu sehen.